# Ставчанка
Ставча́нка — невелика річка в Україні, в межах Львівського району Львівської області. Права притока Щирки (басейн Дністра). 

## Опис
Довжина річки 24 км, площа водозбірного басейну 140 км². Ширина річища 2—4 м, глибина 1—1,5 м (місцями до 2 м). Заплава в багатьох місцях заболочена і поросла лучною рослинністю. 
Ставчанка живить ставки (звідси й назва) у с. Ставчани і в м. Пустомити (у Лісневичах).

## Розташування
Бере початок на південний схід від села Мшана, тече здебільшого на південь/південний схід. Впадає у Щирку в селі Семенівка. 
На річці розташоване місто Пустомити.

## Використання: рибалка
Видовий склад: карась, короп, окунь, щука, плотва. 
Трофейна риба буває рідко, але трапляються коропи до 3—4 кг, решта риби — тугоросла, дуже рідко можна зловити карася вагою понад 100 г. У великій кількості присутній малий окунь. Спінінгову ловлю не практикують через невелику ширину та рослинність (хоча є перспективні місця). Основна ловля здійснюється поплавковими снастями.